# Enrico Sabbatini
Enrico Sabbatini (Spoleto, 7 gennaio 1932 – Ouarzazate, 25 novembre 1998) è stato un costumista italiano.

## Biografia
Durante la lavorazione in Marocco della miniserie televisiva Cleopatra, muore in un incidente stradale. Gli è stata dedicata la fiction Jesus.

## Filmografia parziale
- C'era una volta, regia di Francesco Rosi (1967)
- Amanti, regia di Vittorio De Sica (1968)
- Candy e il suo pazzo mondo (Candy), regia di Christian Marquand (1968)
- I girasoli, regia di Vittorio De Sica (1970)
- K2 + 1, regia di Luciano Emmer – serie TV (1971)
- La mortadella, regia di Mario Monicelli (1971)
- L'assassino... è al telefono, regia di Alberto De Martino (1972)
- Baciamo le mani, regia di Vittorio Schiraldi (1973)
- Holocaust 2000, regia di Alberto De Martino (1977)
- Gesù di Nazareth, regia di Franco Zeffirelli - sceneggiato TV (1977)
- Marco Polo, regia di Giuliano Montaldo – miniserie TV (1982)
- A.D. - Anno Domini (A.D.), regia di Stuart Cooper – miniserie TV (1985)
- Mission (The Mission), regia di Roland Joffé (1986)
- Old Gringo - Il vecchio gringo (Old Gringo), regia di Luis Puenzo (1989)
- Abramo (Abraham), regia di Joseph Sargent – miniserie TV (1994)
- Giacobbe (Jacob), regia di Peter Hall – film TV (1994)
- Genesi: La creazione e il diluvio, regia di Ermanno Olmi – film TV (1994)
- Corsari (Cutthroat Island), regia di Renny Harlin (1995)
- Davide, regia di Robert Markowitz – miniserie TV (1997)
- Cleopatra, regia di Franc Rodden – miniserie TV (1999)
- Jesus, regia di Roger Young – miniserie TV (1999)